# Wedeler Au
Die Wedeler Au ist ein Bach in Norddeutschland von 12,6 km Länge, davon 6 km auf Hamburger und 6,6 km auf schleswig-holsteinischem Gebiet. Sie ist damit der längste in Hamburg entspringende Elbnebenfluss, weil die Quellen der längeren Fließgewässer Bille, Alster und Este sämtlich in Schleswig-Holstein bzw. Niedersachsen liegen.
Ihre Quelle liegt in Sülldorf, einem Stadtteil im Hamburger Bezirk Altona, unmittelbar an der Grenze zu Schenefeld und Iserbrook; westlich des bebauten Stadtgebietes von Wedel mündet die Wedeler Au in die Elbe. Das Gebiet wird als „Ökoregion 14 (zentrales Flachland)“ klassifiziert. Vom Fließgewässertyp her handelt es sich um einen sandgeprägten Tieflandbach (Typ 14).
Um 1960 zählte der Bach zu den am stärksten verunreinigten Gewässern der Bundesrepublik; Mitte der 1980er begannen Maßnahmen zu seiner Renaturierung. Im 21. Jahrhundert ist die Wedeler Au zum Leitgewässer eines Regionalparks von rund 12.000 ha Größe entwickelt worden, der als Pilotprojekt für die länderübergreifende Zusammenarbeit in der Metropolregion Hamburg gilt.

## Bedeutung in der Vergangenheit

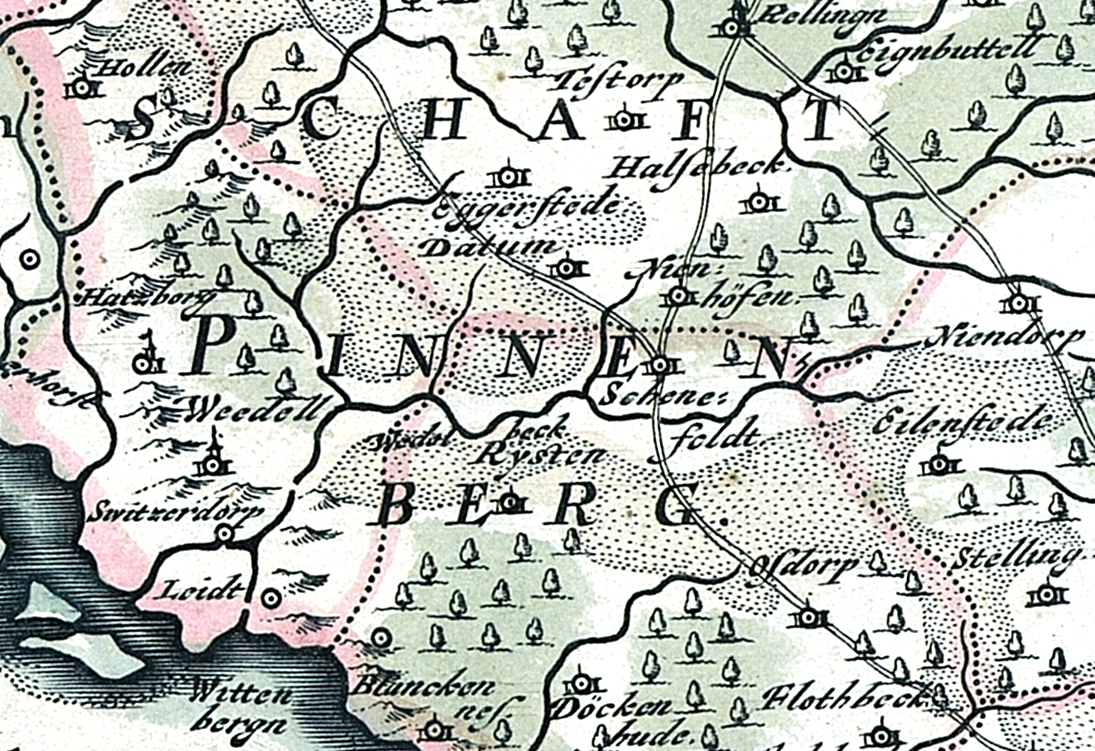
Die Wedeler Au auf einer Karte von Stormarn (Johannes Mejer, 1650)

Als Verkehrsweg spielte die Wedeler Au aufgrund ihrer Kürze und der geringen Ausmaße, aber auch wegen ihrer elbparallelen Ausrichtung nie eine Rolle, sieht man vom geschützt liegenden Auhafen in Mündungsnähe ab. Vermutlich schon seit der Bronzezeit führte eine Furt, die Teil des Ochsenweges zwischen Jütland und der Unterelbe war, durch die Niederung am Unterlauf; nahe dieser Stelle liegt der Ursprung der Stadt Wedel. Auf Johannes Mejers „Landt Carte von der Grafschaft Pinnenberg“ von 1650 heißt die Au noch Wedelbeck und weist einen markanten Unterschied zum heutigen Verlauf auf: seinerzeit entsprang sie weit nordöstlich von Schenefeld. Erst deutlich später wurde dieser Abschnitt teils trockengelegt, teils in die nordwärts fließende Düpenau abgeleitet.
Am Stauwehr des Mühlenteiches, in der damaligen Feldmark von Schulau – heute der östliche Teil Wedels –, wurde im Mittelalter eine Wassermühle errichtet, die erstmals 1314 genannt wurde. Dass Sülldorfer oder Rissener Bauern die Wedeler Au in der frühen Neuzeit nutzten, um Getreide zur dortigen Kornmühle zu bringen, wäre denkbar, ist aber unbelegt. Dagegen spricht die Tatsache, dass es in diesen beiden Dörfern nur eine Handvoll eher armseliger Bauernstellen gab, deren Felder vom Bachlauf weit entfernt lagen (etwa längs der heutigen B 431), während die dazwischen liegende, moorige Niederung (niederdeutsch als „Brook“ bezeichnet) lediglich als Weideland sowie zur Gewinnung von Lohe aus der Rinde der Eichen und von Schilf genutzt und erst im 19. Jahrhundert kultiviert wurde. Umso unwahrscheinlicher wäre die Existenz einer zweiten Mühle in diesem Gebiet, wie sie gelegentlich aus der alten, am Rissener Ufer der Wedeler Au gelegenen Flurbezeichnung „Woistmöhlen“ abgeleitet wurde. Zum Schneiden des Schilfes (hier „Katt’nküll“ oder „Bullnpesel“ genannt) zogen die Männer aus den Dörfern alljährlich gemeinsam in das Feuchtgebiet; getrocknet wurde es als Stroh und Beifutter verwendet.
Bis etwa 1800 war auch das nördlich bis an den Mittellauf der Au heranreichende Gebiet unbewaldet. Erst nach der holsteinischen Bodenreform von 1793 begann hier die Aufforstung der Moor- und Heideflächen zum heutigen Forst Klövensteen.
Bis 1937 lag dieser Bach vollständig auf holsteinischem Territorium; erst durch das Groß-Hamburg-Gesetz wurden die Stadt Altona und damit die oberen 6 km der Wedeler Au Teil des Landes Hamburg, ein Jahr später auch in die Stadt Hamburg eingemeindet.

## Heutiger Verlauf und Begleitwege

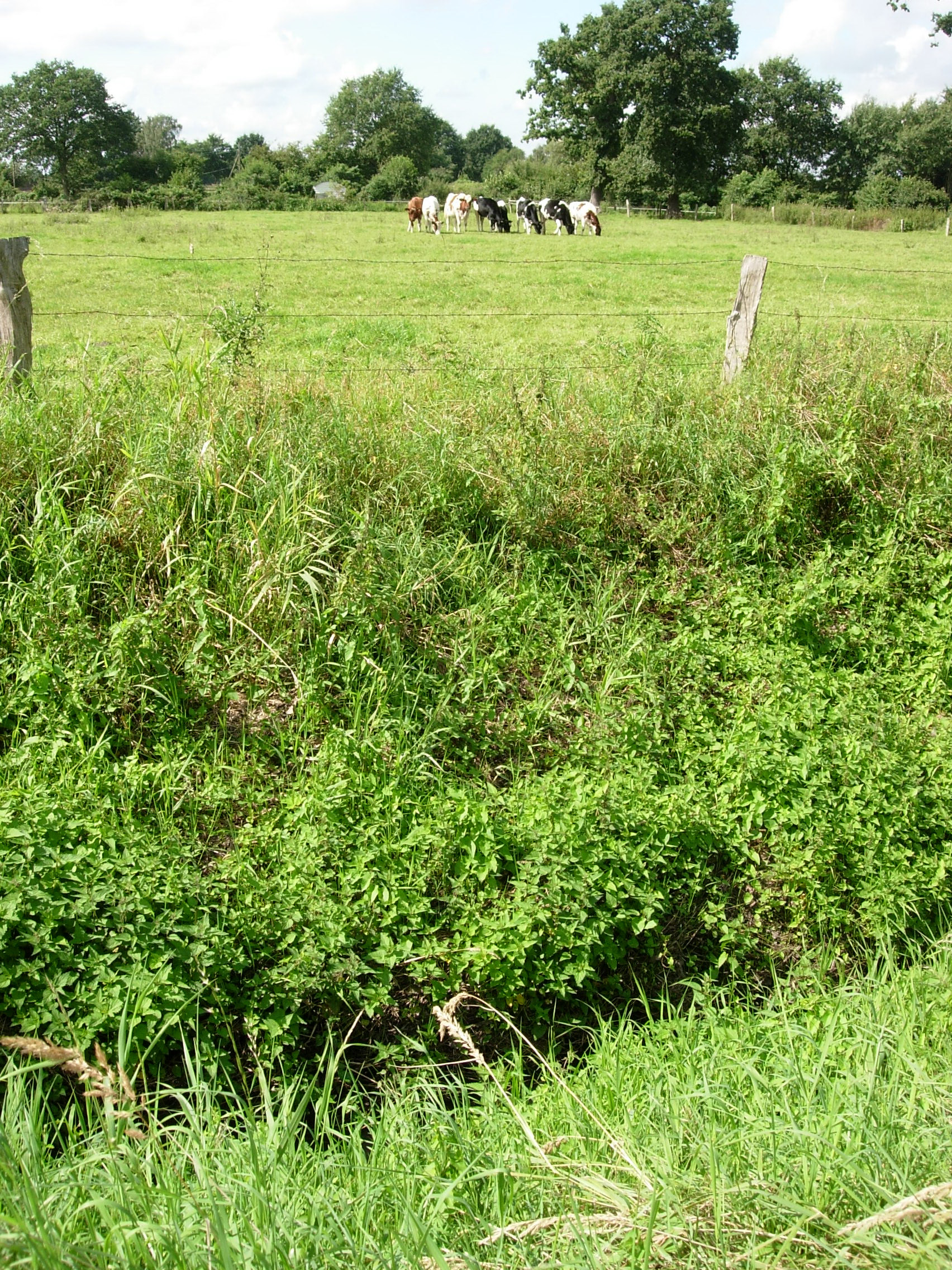
Oberlauf in der Sülldorfer Feldmark

Die Breite der Wedeler Au schwankt zwischen 0,5 m am Ober- und 3 m am Unterlauf, wo sie mit gut 1 m auch ihre größte Tiefe erreicht; nur am ehemaligen Auhafen ist sie künstlich deutlich verbreitert worden. Bei einem mittleren Gefälle von 0,02 ‰ weist sie nur eine geringe Strömungsenergie auf. Ihr Einzugsgebiet umfasst 55,85 km², von denen 21,64 km² (entsprechend 39 %) auf Hamburger und 34,21 km² auf Schleswig-Holsteiner Gebiet liegen; östlich und nördlich grenzt ihr Einzugsgebiet an das der Düpenau, südlich und westlich an dasjenige der Elbe an.
Die Wedeler Au entspringt auf rund 21 m ü. NN in der Sülldorfer Feldmark, einem Geestgebiet, und fließt zunächst in nordnordwestlicher Richtung entlang der Stadtgrenze zwischen Hamburg und Schenefeld, wobei sie bereits nach wenigen Metern verrohrt zu einem Rückhaltebecken geführt wird, dem sie bei Überlauf infolge Starkregens als Vorfluter dient. Anschließend passiert sie das 1981 stillgelegte „Klärwerk West“ an der Straße Ellernholt und beschreibt, wieder offen und überwiegend durch Grün- und Ackerland mit alten Baumreihen und Knickstrukturen fließend, einen nur leicht mäandrierenden Halbbogen in westsüdwestlicher Richtung. Nach rund 3,5 km – östlich des Klövensteenwegs, wo sich ein weiteres Rückhaltebecken befindet – verlässt sie das landwirtschaftlich genutzte Gebiet und grenzt den Forst Klövensteen von der südlich angrenzenden Einzel- und Reihenhausbebauung des Stadtteils Rissen ab. Nach einem kurzen, scharfen Schwenk nach Süden (westlich der Gernotstraße) fließt sie auf Höhe des Geländes der Hanna-Reemtsma-Stiftung wieder in westsüdwestlicher Richtung weiter, wobei sie nach 6 km, am Schulauer Moorweg, das Hamburgische Staatsgebiet verlässt.

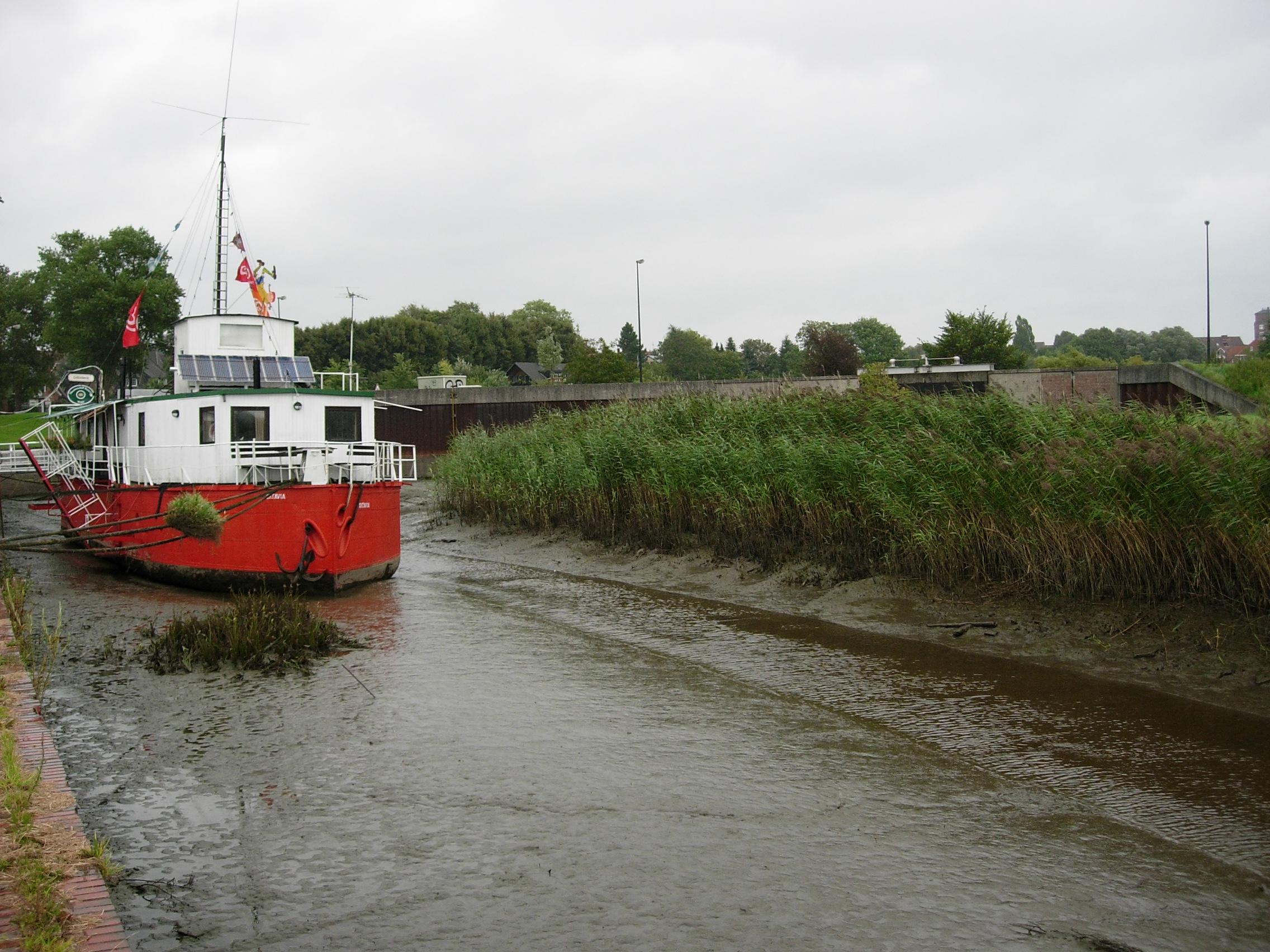
Tidebeeinflusster Unterlauf mit Theaterschiff Batavia; hinter dessen Heck liegt das Auhafenbecken, rechts hinter dem Schilfgürtel das neue Fluttor

Von da ab verläuft die Wedeler Au weitgehend parallel zur S-Bahnstrecke Altona–Wedel (S1) durch Wiesengelände, bis sie sich nördlich von Wedeler Bahnhof und Stadtzentrum zum Mühlenteich aufweitet, der durch ein erstmals 1314 urkundlich erwähntes Wehr aufgestaut wird. Hinter dem Wehr tritt sie in die Wedeler Marsch ein, wo an der Unterquerung der Schulauer Straße der ehemalige Auhafen liegt; in diesem liegt seit Anfang der 1970er Jahre das Theaterschiff Batavia. Außerdem existiert dort ein kleiner Sportboothafen, dessen weitere Nutzung die Stadt allerdings Ende der 2000er Jahre untersagt hat. Die letzten 2,1 km fließt die schilfbestandene, ab hier tidebeeinflusste Au zunächst vor dem alten Elbdeich (Brooksdamm) in südwestlicher Richtung durch das Marschland. Seit dem Ausbau des Hamburger Yachthafens an der Elbe wird sie kurz vor ihrer historischen Mündung nach Nordwesten geführt, wo sie am Zusammenfluss mit der Hetlinger Binnenelbe erneut scharf nach Süden abknickt und durch ein sturmflutsicheres Sperrwerk in der neuen Deichlinie in die Unterelbe entwässert.
Ein durchgehender Weg längs des Bachufers existiert nicht. Die Quelle und weite Abschnitte des Oberlaufes sind, wenn überhaupt, bestenfalls aus der Distanz oder von einer der Feldwegbrücken zu sehen. Am Mittellauf verläuft ab der Einmündung des Laufgrabens bis zum Klövensteenweg ein Feld- und Reitweg für einige hundert Meter uferparallel, aber nur selten mit Blick auf das Gewässer, dann noch einmal ein Fußweg an dem Südschwenk westlich der Rissener Gernotstraße. Vom Klövensteen her ist die Zugänglichkeit besser, weil das rechte Ufer dort weniger steil abfällt; linksseitig ist es bis zu 4 m hoch. Auf Wedeler Gebiet verläuft im Autal bis zum Mühlenteich ein langer, ausgebauter Rad- und Wanderweg („Auweidenweg“) direkt neben dem Bahndamm, der einen guten Blick über das breite Tal ermöglicht, vom Bachlauf aber relativ weit entfernt ist. Ähnliches gilt für den am nördlichen Talrand gelegenen Weg. Erst wieder westlich der Schulauer Straße und wiederum nur abschnittsweise existiert auf den letzten zwei Kilometern bis zur Mündung noch einmal die Möglichkeit, entlang der Wedeler Au zu gehen oder zu radeln.

## Zuflüsse und Querungen

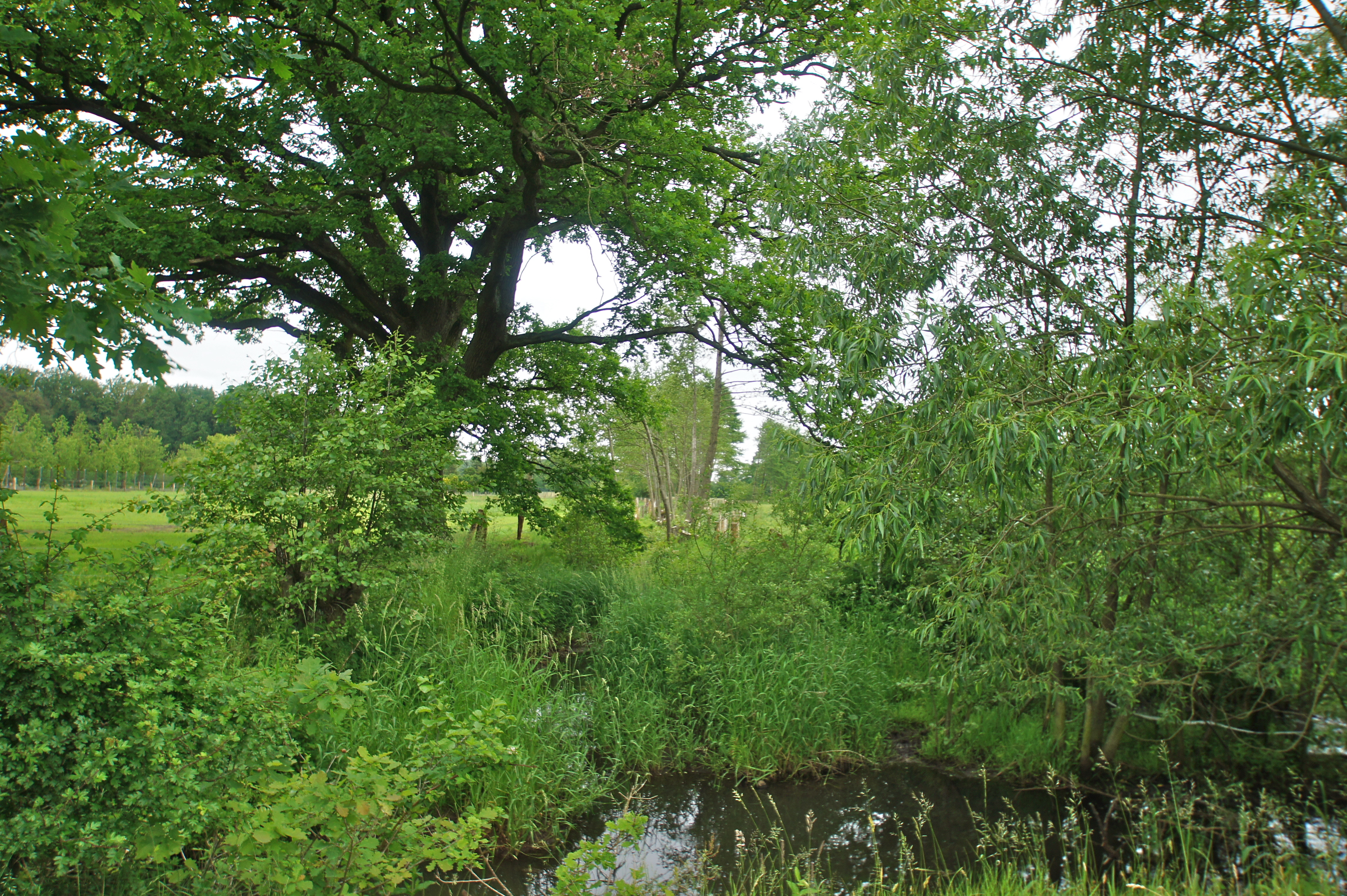
Einmündung des Laufgrabens

Die meisten Zuflüsse sind anthropogen zu Gräben überformte, kurze Wasserläufe. Noch in der Feldmark fließen der Wedeler Au linksseitig Iserbrook-, Ellernholt-, Schlankweg- und Panzergraben zu. Bachabwärts folgen die rechtsseitigen Zuflüsse Lauf- (mit Seggen-) und Rissener Moorgraben sowie die Rüdigerau, die aber gleichfalls hauptsächlich aus Entwässerungsgräben (Sandbargsmoor- beziehungsweise Schnaakenmoorgraben) gespeist wird. Nahe der Stadtgrenze münden, wiederum am linken Ufer, der Schulauer Moorgraben (mit Steenbarg- und Rissener Dorfgraben) sowie kurz vor ihrer eigenen Mündung rechtsseitig die Hetlinger Binnenelbe in die Wedeler Au.
Etliche Brücken queren den Bach, darunter sechs zum Teil stark befahrene Straßenbrücken (Ellernholt, Klövensteen- und Sandmoorweg in Hamburg, Autal, Mühlen-, Schulauer bzw. Austraße in Wedel). Dazu kommen zahlreiche kleinere Brücken für Fußgänger bzw. landwirtschaftliche Nutzfahrzeuge, alleine fünf auf den ersten vier Bachkilometern (Feldwege 65, 67, 68, 82 und 81). Zu den ältesten Querungen gehörte die gewölbte Stockbrücke in Wedel, die allerdings Anfang der 1980er Jahre im Zuge des Ausbaues der Schulauer Straße abgerissen und durch eine neue Brücke, in die ein Fluttor eingelassen ist, ersetzt wurde.

## Gewässerzustand

### Physikalisch-chemischer Zustand

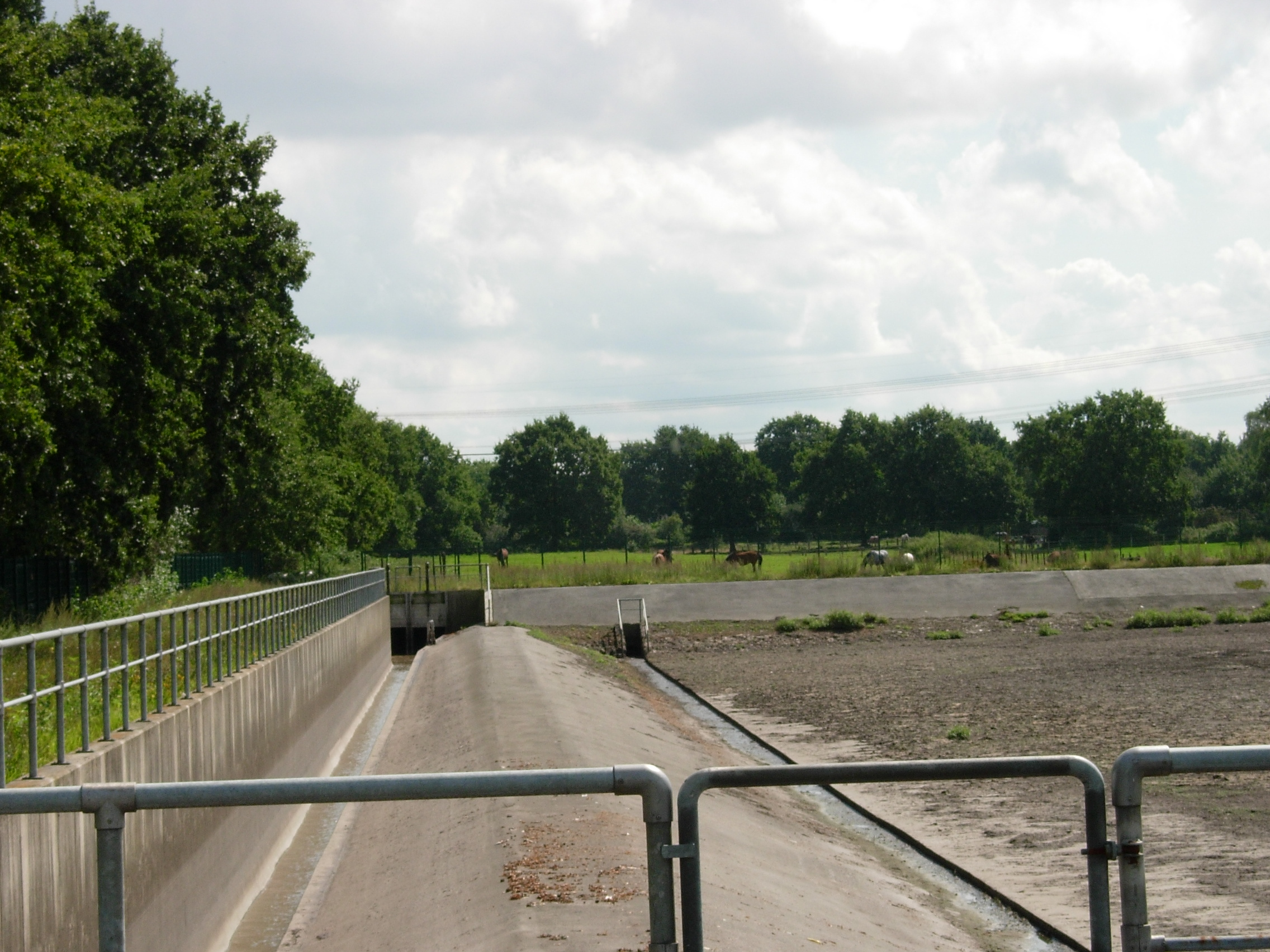
Quellnahes Rückhaltebecken,
links die Wedeler Au

An Ober- und Mittellauf, insbesondere im intensiv landwirtschaftlich genutzten Bereich auf Hamburger Gebiet, sowie an den Zuflüssen wurden seit den 1950ern zahlreiche Begradigungs- und Befestigungsmaßnahmen (trapezförmiger Querschnitt, Uferverbau mit Bongossiholz) mit signifikanten hydrologischen Konsequenzen durchgeführt. Dies führte generell zu einer Erhöhung der Fließgeschwindigkeit, die durch die entgegengerichtete Wirkung der Brückenbauwerke nur unwesentlich eingeschränkt wurde – vielmehr erreichte sie speziell nach starken Regenfällen regelmäßig Spitzenwerte, wodurch es für Gewässerorganismen zu einem „Ausräumungseffekt“ kam. Zudem wurden bei einer Überlagerung der Niederschläge mit Mischwasserüberlauf aus dem Hamburger Sielnetz am quellnahen Rückhaltebecken zeitweise erhebliche Nähr- und Schadstofffrachten eingetragen, die den chemischen Zustand des Gewässers negativ beeinflussten. Zwar verfügt das Becken (Fassungsvermögen: 17.600 m³) über einen Feinrechen zur mechanischen Klärung des abfließenden Wassers, aber alleine aus dieser Quelle werden im langjährigen Mittel 15.000 m³ in den Bach eingespeist, die einem CSB von 1,5 t für diese Wassermenge pro Jahr entsprechen. Des Weiteren liegen in Rissen drei Regensielauslässe (Einleitstellen von Niederschlagswasser stark befahrener Straßen und aus Gewerbegebieten mit Abwassertrennung) für ca. 300 ha angeschlossene befestigte Fläche. Durchschnittlich werden dort pro Jahr ca. 250.000 m³ Niederschlagswasser in das Gewässer eingeleitet; das entspricht einer Fracht von ca. 11 t organischem Kohlenstoff (TOC) pro Jahr.
Im Boden der angrenzenden Felder und Weiden kommen größere Eisenocker-Ablagerungen vor, die bei Auswaschung die Besiedlungsmöglichkeit des Gewässerkörpers für Tiere und Pflanzen gleichfalls erheblich beeinträchtigen. Bachbett, Sedimente und Gewässersubstrat sind weitgehend organisch bis sandgeprägt, kiesige bzw. steinige Abschnitte mit ihrer höheren Reinigungswirkung hingegen selten; der in der Wedeler Au vorherrschende Schwebstofftransport trübt das Wasser. Sein Säurebindungsvermögen liegt bei rund 2 mmol/l, der pH-Wert zwischen 6,7 und 7,6; zu Chloriden liegen keine Angaben vor. Die Belastung des Sauerstoffhaushalts durch abbaubare organische Substanzen (Saprobie) lag laut Gewässergütebericht von 1999 im mittleren Bereich. Eine Untersuchung der Gewässersedimente auf Schwermetalle ergab 1993, dass der Oberlauf mit Blei (31–60 mg pro kg Trockensubstanz) und Cadmium (0,46–0,90 mg/kg TS) relativ gering belastet war, am Mittellauf nahe der Landesgrenze allerdings viermal so hoch (Blei 120–240, Cadmium 1,81–3,60 mg/kg TS).
Neben der Landwirtschaft haben auch die zunehmend intensivere Freizeitnutzung, insbesondere im Klövensteen, und die vor allem in Rissen und Wedel teilweise unmittelbar an den Uferbereich heranrückende Bebauung (Wohnen, Gewerbe, Verkehrswege) zum Verlust von natürlichen Uferrandstreifen und zur Einschränkung des ökologischen Entwicklungspotentials der Wedeler Au beigetragen.
Zusammengenommen führte dies dazu, dass die Gewässergüte der Wedeler Au noch 2001 als II-III („kritisch belastet“), nur abschnittweise als III („stark verschmutzt“) zu bewerten war.

### Biologischer Zustand

#### Flora
Autochthones Plankton kann sich in dem kleinen Fließgewässer kaum entwickeln. Erhebungen über das Vorkommen von Phytobenthos wurden bisher nicht vorgenommen. Überhaupt ist die Gewässerflora hier „im Vergleich zu anderen Flachlandbächen der Geest gering ausgeprägt; insbesondere im Wasser flutende Pflanzen fehlen weitgehend“, wofür die Eisenocker-Ausfällungen ursächlich sein könnten. Bei einer Begehung wurden 2003 lediglich einzelne schwimmende (Wasserlinsen, Teichrosen) und wurzelnde (Laichkraut, Wassersterne) Wasserpflanzen festgestellt; eine systematische Erhebung existiert aber bisher nicht.

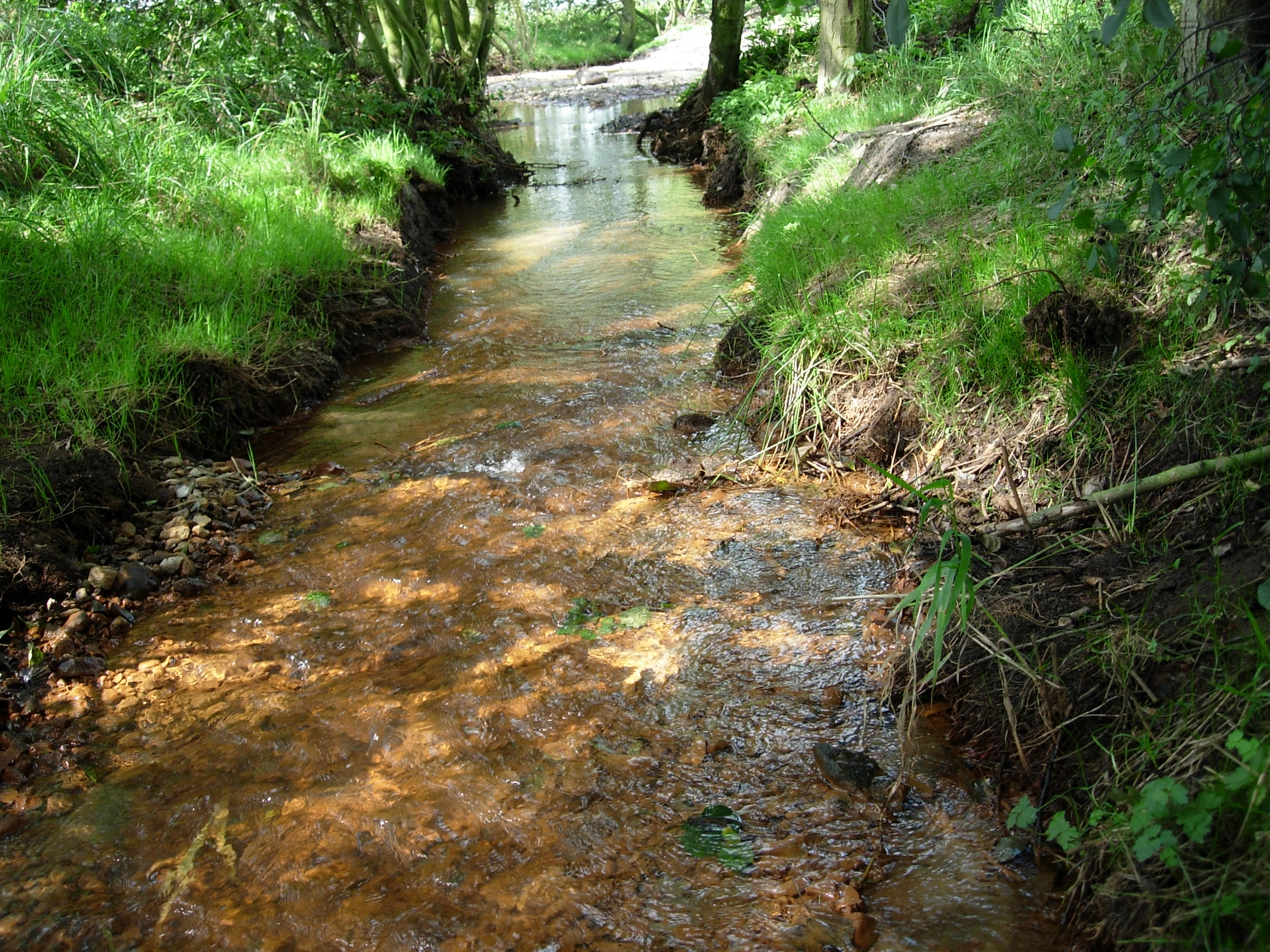
Uferbewuchs auf Höhe des Feldwegs 65

Naturnahe Gewässerrandstreifen sind auf Hamburger Gebiet infolge der Bachregulierungsmaßnahmen und der abschnittsweise bis an das Ufer heranreichenden menschlichen Nutzungen nur teilweise vorhanden und oftmals nur schmal. Sie werden aber im Zuge der Renaturierung seit Ende der 1980er Jahre wiederhergestellt bzw. verbreitert (siehe unten); 2003 wurden hauptsächlich Simsen- und Seggenarten sowie Igelkolben festgestellt. Im Wedeler Abschnitt zwischen Landesgrenze und Mühlenteich waren diese Maßnahmen schon 1994 abgeschlossen; dort haben sich inzwischen auch wieder Schilfgürtel gebildet.
Allerdings bieten die teilweise unmittelbar an den Bachlauf angrenzenden Pflanzendecken (Wiesen und Weiden, Nadel-, Laub-, Misch- und Bruchwald, Moor, Marsch und Dünen) eine sehr viel größere botanische Vielfalt.

#### Fauna

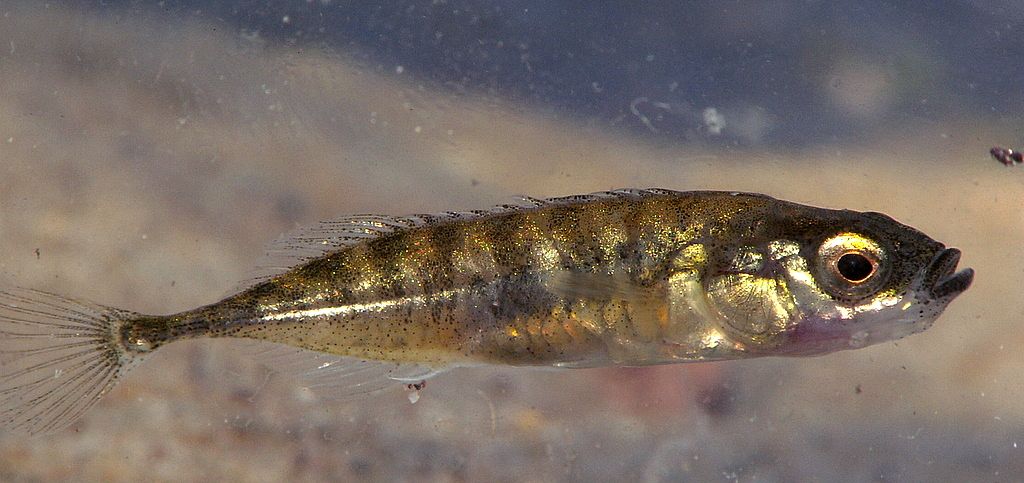
Neunstachliger Stichling

Für den Hamburger Teil des Baches liegen detaillierte Untersuchungsergebnisse vor. Nach dem zwischen 1982 und 1986 erhobenen Artenkataster war bei der Fischbiozönose eine auffällige niedrige Individuendichte und Artenarmut zu beobachten; auch waren langlebige Arten unterrepräsentiert – ein Indikator für den schlechten Zustand der Wedeler Au. Das Vorkommen reduzierte sich im Wesentlichen auf Aale sowie zwei Stichlingsarten (drei- und neunstachliger Stichling); Stichlinge vermögen oft als einzige, Kleingewässer in der Kulturlandschaft zu besiedeln. Nur vereinzelt wurden Amerikanische Hundsfische (Umbra pygmaea) und Moderlieschen, noch seltener Bachforelle, Karausche, Rotauge, Gründling, Schleie und Kaulbarsch festgestellt.
Mittlerweile findet man im Mündungsbereich zur Elbe zeitweise Stinte, Flundern und Meerforellen vor, dort und weiter flussaufwärts Barsche, Zander und Aale als Raubfischarten und von den Friedfischen Karpfen sowie die im Einflussbereich der Elbe sehr häufig vorkommenden Brassen und Alande.
Das Makrozoobenthos wurde 2000/01 an Ober- und Mittellauf untersucht. Es überwogen Ringelwürmer (Oligochaeten) und Kleinkrebse (Flohkrebse, Wasserasseln). Unter den Insekten sind Köcherfliegen-, Zweiflügler- und hier speziell Zuckmückenlarven stark vertreten. Nahe der Quelle traten andere Insekten zusätzlich auf, wie z. B. Wanzen, Schlammfliegen und Käfer. Der Bachflohkrebs ist die individuenreichste Art im gesamten hamburgischen Abschnitt.

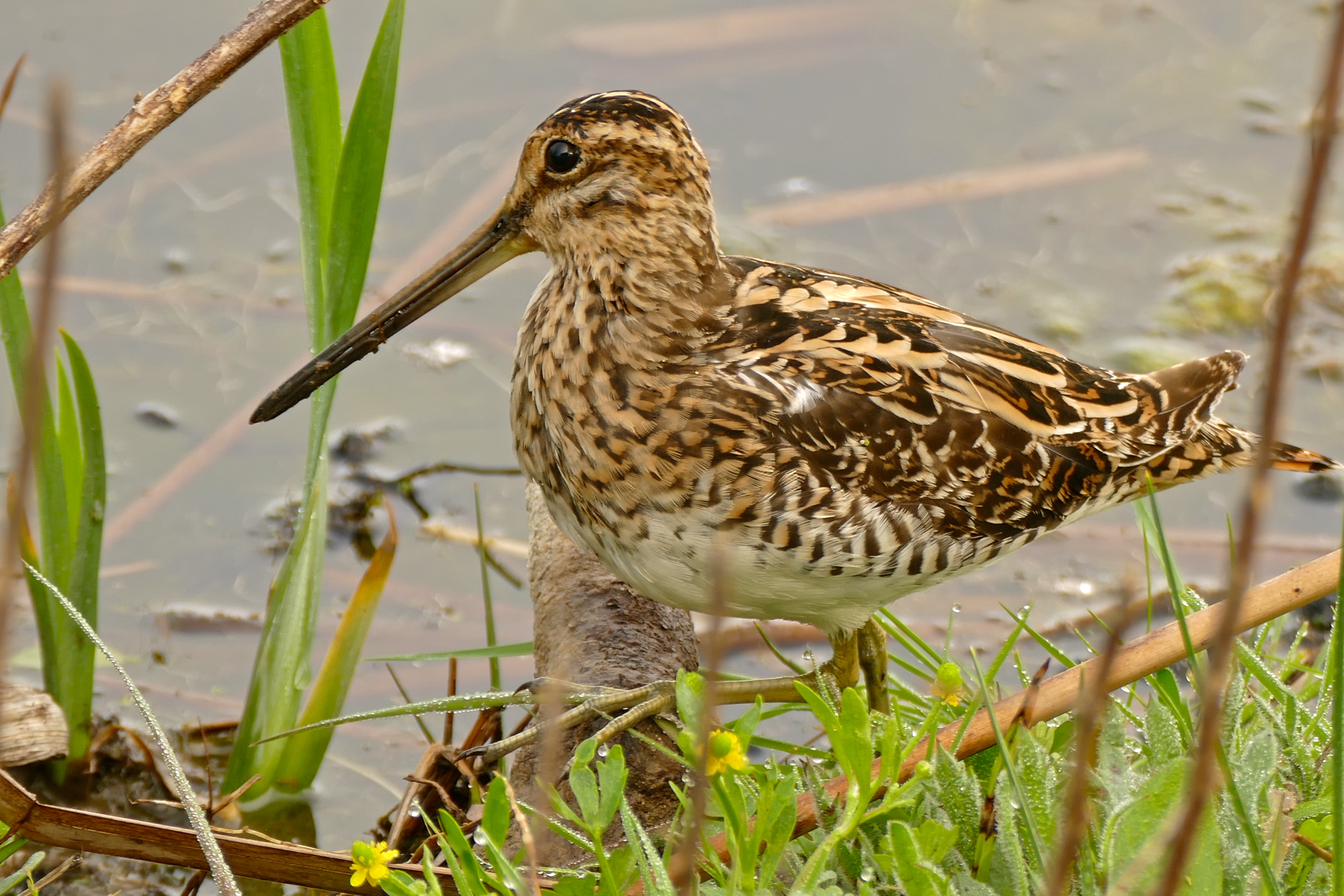
Bekassine

Etliche Standvogelarten, die Mitte des 20. Jahrhunderts noch heimisch waren, kommen an der Wedeler Au nicht mehr vor, beispielsweise Birkhähne, der Große Brachvogel und der Ziegenmelker, dem es infolge der landwirtschaftlichen Intensivierung und Düngung an Schmetterlingen, Käfern und anderen Fluginsekten mangelt. Allerdings bietet das Gebiet aufgrund der Vielfalt angrenzender Vegetationstypen auch heute noch zahlreichen Vögeln Lebensraum. Hervorstechend sind zwei Bereiche: die offenen Feuchtwiesen am Ober- und Mittellauf, auf denen seltene und besonders geschützte Arten wie Kiebitz, Eisvogel, Sumpfrohrsänger, Bekassine und Braunkehlchen brüten und nisten, und die mündungs- und Nordsee-nahe Marsch mit rund 160 Vogelarten.

## Renaturierung und Schutzgebiete
Ab Mitte der 1980er Jahre kam es zu einem vorsichtigen Richtungswechsel im Umgang mit der Wedeler Au. Dazu trug neben einem sich ändernden Umweltbewusstsein bei, dass sich das Betätigungsfeld der wenigen in der Sülldorf-Rissener Feldmark ansässigen Landwirte von intensivem Anbau weg und hin zu Dienstleistungen „rund um das Reitpferd“ verlagerte; einer der verbliebenen Bauern betreibt heutzutage ökologischen Landbau. Auch in der Kommunalpolitik wuchs das Verständnis für veränderte Ansprüche an den Erholungswert naturnaher Landschaften in der Großstadt. In den 1990ern fand dies zunehmend Eingang in die stadt- und landesplanerische Praxis; in Hamburg beispielsweise wurde ab 1995 anlässlich der Erstellung des neuen Stadtentwicklungskonzeptes nicht nur ein Landschafts-, sondern zusätzlich auch ein Artenschutzprogramm entwickelt. Allerdings konkurrieren andere Nutzungsinteressen (in diesem Gebiet hauptsächlich zusätzliche Pferdeställe, attraktive Wohnbauflächen und Straßenausbau) weiterhin mit der Renaturierung. Insbesondere die bauliche Erweiterung der Höfe in der Feldmark ist aufgrund des „Landwirtschaftsprivilegs“ nach BauGB in der Praxis häufig schwer zu verhindern. Im Sommer 2010 beklagten die ansässigen Landwirte eine zunehmende Vernässung ihrer Nutzflächen.

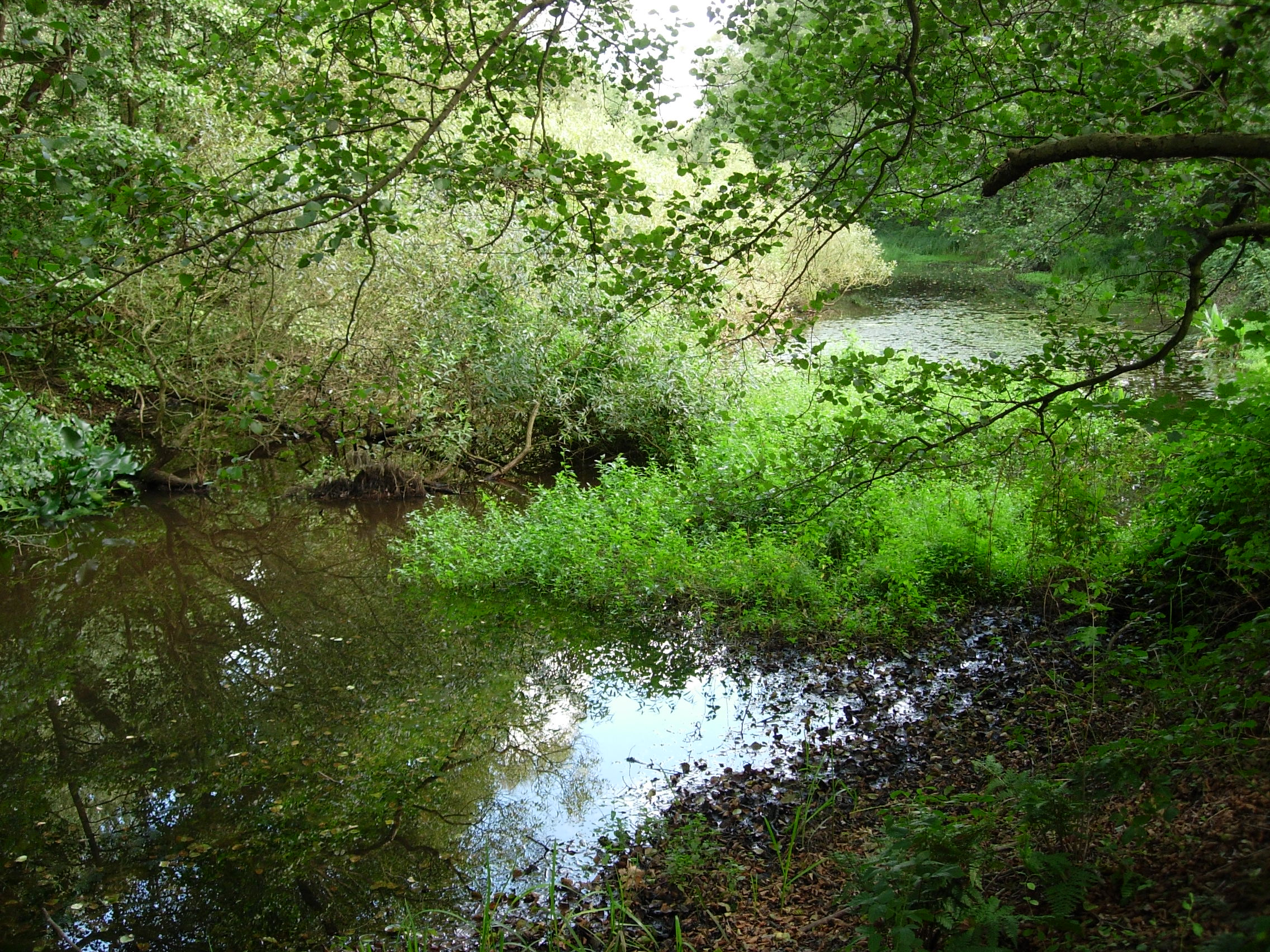
Renaturierte Flutmulde am Mittellauf (rechts hinten),
links die Wedeler Au

Erste Maßnahmen ergriff die Stadt Wedel: ab 1984 wurde der Mühlenteich entschlammt und der oberhalb liegende Bachlauf entgradigt. In Hamburg übernahmen private Naturschutzorganisationen (NABU, Gesellschaft für ökologische Planung) „Bachpatenschaften“ und arbeiteten, unterstützt von Bezirksversammlung und Bezirksamt Altona, in kleinen Schritten Defizite ab. Einige renaturierte Bachabschnitte mäandrieren wieder und wurden mit einer naturnahen, kiesbedeckten Sohle sowie Gehölzanpflanzungen am abgeflachten Ufer versehen; zwei Teiche mit ausgedehnten Sumpf- und Flachwasserzonen wurden angelegt und an die Wedeler Au angebunden. Außerdem wurde das Rückhaltebecken am Mittellauf zu einer Flutmulde zurückgebaut. Im Sommer 2006 waren an der Au wieder Kugelmuscheln, Gründling, Bachschmerle, Berle und Brunnenkresse anzutreffen.
Im Jahr 2007 stehen die Wedeler Au selbst und weite, vor allem nördlich angrenzende Gebiete unter Schutz. Dabei handelt es sich allerdings weder um eine zusammenhängende Unterschutzstellung noch um einheitliche Instrumente zur Durchsetzung dieser Schutzverordnungen. Vielmehr sind Teilräume als Landschaftsschutzgebiet (LSG), Naturschutzgebiet (NSG) oder nach in nationales Recht übergeleiteten EU-Richtlinien ausgewiesen, und die Zuständigkeiten verteilen sich gleichfalls auf verschiedene Organe der Exekutive.

Im Einzelnen sind dies:
- in Hamburg[30]
  - der im Bezirk Altona liegende Bachabschnitt und seine Uferbereiche als „Europäisches Fischgewässer“ nach der EG-Wasserrahmenrichtlinie, als Auenentwicklungsbereich nach dem Landschaftsprogramm[31] sowie, bis auf ein kurzes Stück östlich der Landesgrenze, als Teil des Wasserschutzgebietes Baursberg
  - Teile der Rissen-Sülldorfer Feldmark und des Forstes Klövensteen als LSG
  - Das Schnaakenmoor als NSG,[32] das zudem auch als Schutzgebiet nach der Fauna-Flora-Habitat-Richtlinie angemeldet wurde
- in Wedel[14]Mündung in die Unterelbe

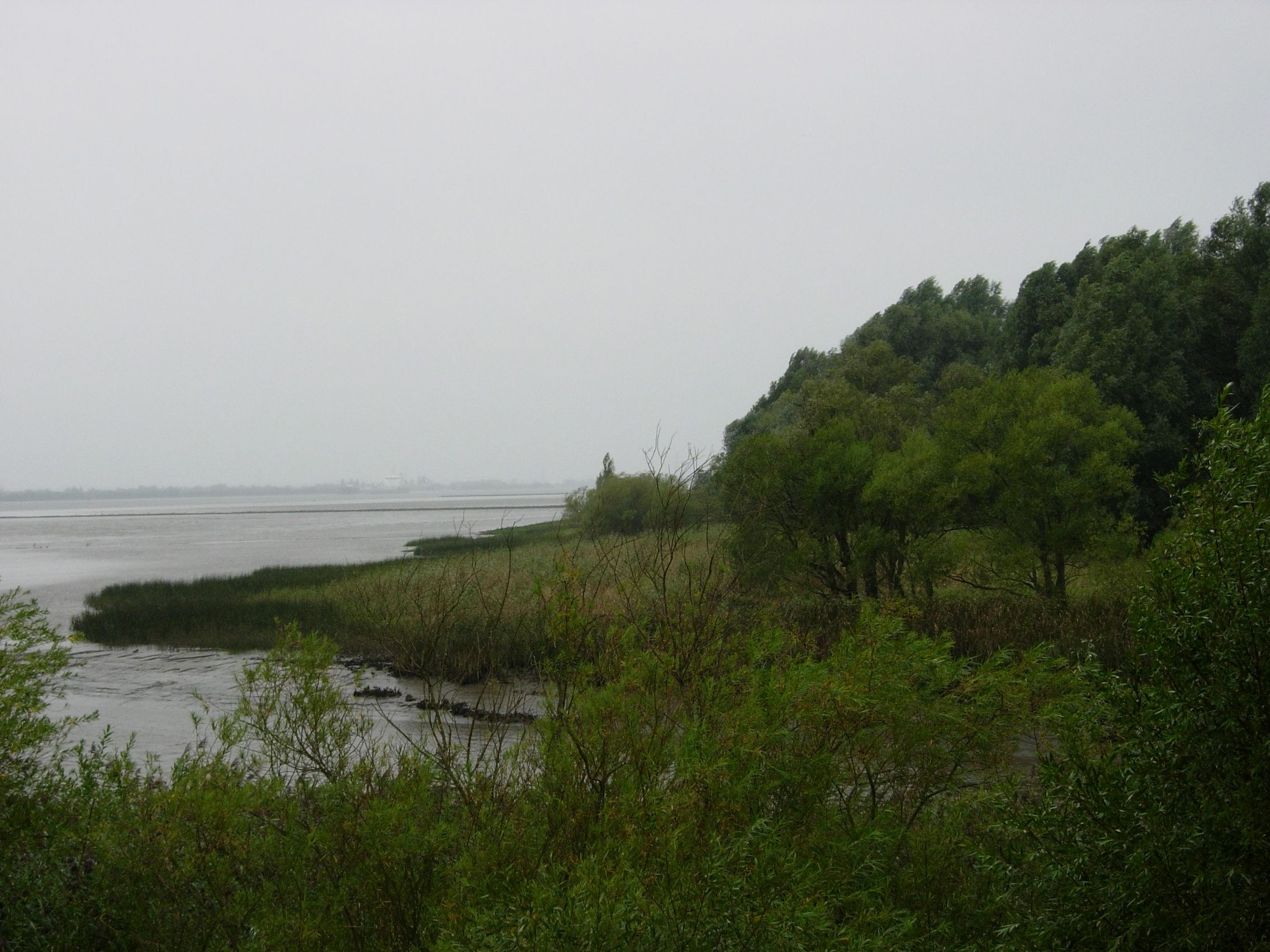
Mündung in die Unterelbe

  - der gesamte in Wedel liegende Bachabschnitt als Bestandteil des Natura-2000-Gebiets „Schleswig-Holsteinisches Elbästuar und angrenzende Flächen“
  - der Bachabschnitt oberhalb des Mühlenwehrs als Teil des LSG „Holmer Sandberge und Moorbereiche“
  - der Bachabschnitt unterhalb des Mühlenwehrs als Teil des LSG „Wedeler Marsch“
  - der Mündungsbereich der Wedeler Au mit seinem außendeichs gelegenen Auwaldrest als Teil des NSG „Haseldorfer Binnenelbe mit Elbvorland“

Außerdem ist der gesamte Bachlauf und seine weiträumige Umgebung im Rahmen der EG-Nitratrichtlinie als „gefährdetes“ und im Rahmen der Kommunalabwasserrichtlinie als „empfindliches Gebiet“ ausgewiesen.

## Schaffung eines Regionalparks
Seit Beginn des 21. Jahrhunderts existierte das Projekt eines länderübergreifenden Regionalparks „Wedeler Au / Rissen-Sülldorfer Feldmark“, der im Norden deutlich über den Einzugsbereich des Baches hinausreicht, städtische Siedlungskerne aber ausspart. Von seinen geplanten 51,3 km² Fläche liegen 36 % in Hamburg, 27 % in Wedel, 13 % in Holm, 11 % in Pinneberg, 7 % in Appen und 6 % in Schenefeld. Als erstes Projekt dieser Art in der Metropolregion Hamburg besitzt es Modellcharakter für die Kooperation der Bundesländer Schleswig-Holstein, Hamburg und des hieran allerdings nicht beteiligten Niedersachsens. Die Anerkennung als Modellprojekt erfolgte 2003; im Herbst 2005 wurde der Auftrag für ein fortlaufendes Gutachterverfahren an die Hamburger Landschaftsarchitekten Schaper, Steffen und Runtsch vergeben, ein projektbegleitender Arbeitskreis aus Vertretern der beteiligten Gemeinden unter Federführung der Wedeler Stadtverwaltung eingerichtet und diesem im Mai 2007 die erste Gutachtenfassung vorgestellt. Das Gutachten enthielt eine Bestandsbewertung, stellte Nutzungskonflikte, Defizite und Entwicklungspotentiale dar und beinhaltete ein Ziel- und Rahmenkonzept sowie einen detaillierten Katalog von Vorschlägen für konkrete Maßnahmen. Der Zeitplan sah vor, von 2008 bis 2013 einen Teil der Einzelprojekte zu realisieren und als regionalen Beitrag zur Internationalen Gartenschau 2013 in Hamburg-Wilhelmsburg zu präsentieren.

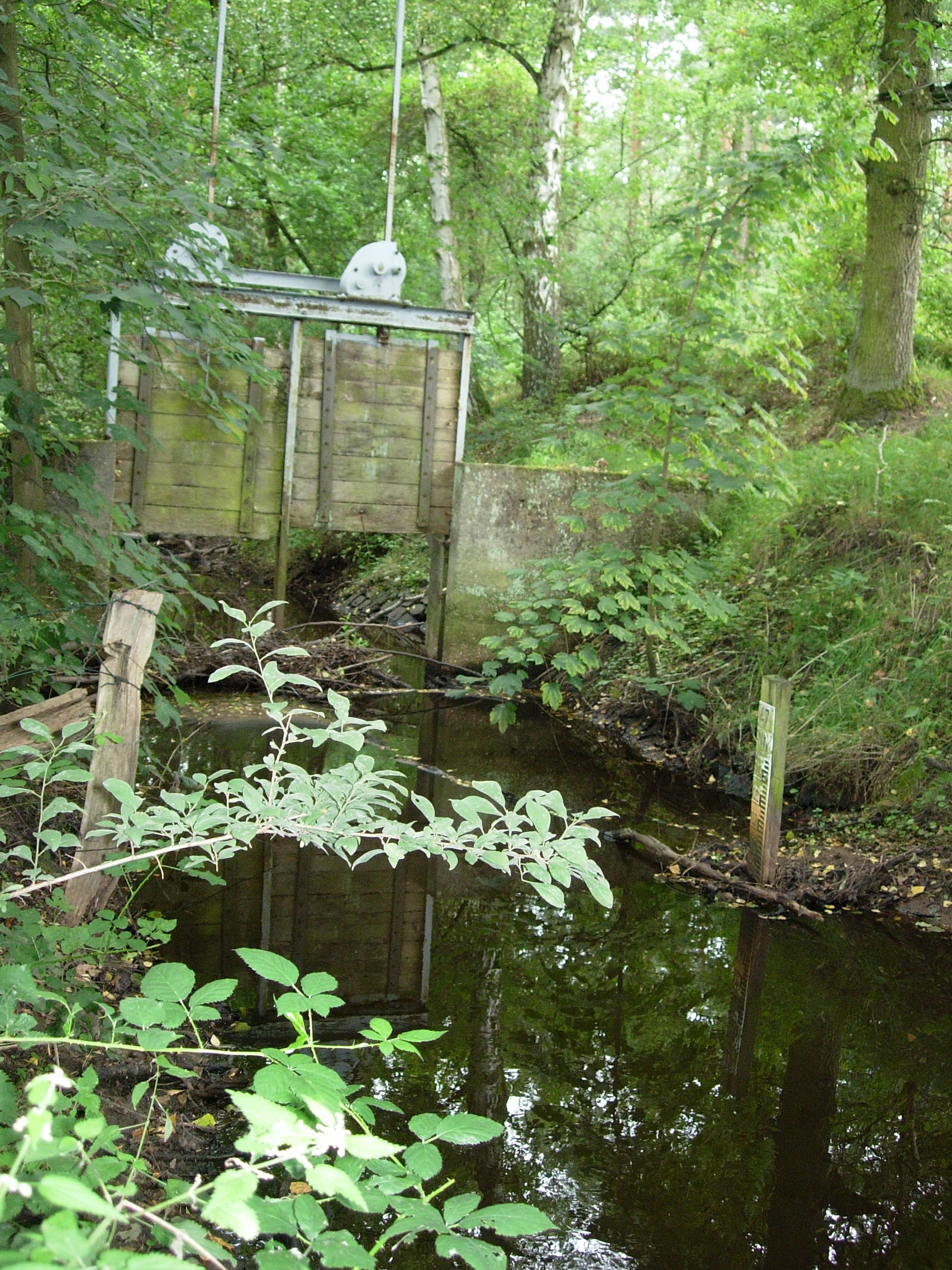
Altes, schwer zugängliches Siel am Rande des Klövensteen

Zusammengefasst lag der Schwerpunkt des Konzepts auf einer „Sicherung landschaftlich empfindlicher Zonen“ und ihrer „Entwicklung … zur Steigerung der Naherholungs-Attraktivität“, die durch einen Wegenetzverbund mit Aussichtspunkten hergestellt und um „Schwerpunkträume für intensive Erholung“ ergänzt werden sollen. „Die namensgebende Wedeler Au ist dabei als Leitgewässer zu entwickeln“, wobei dem Erhalt der extensiv genutzten Grünlandflächen und der „naturnahen Gewässerstrukturen“ zentrale Bedeutung zukommt.

Von den 20 vorgeschlagenen Einzelprojekten in Teilräumen bezogen sich vier unmittelbar auf die Wedeler Au und ihren Nahbereich: An Ober- und Mittellauf wurde u. a. die „Extensivierung und teilweise Wiedervernässung von Niederungsgrünland als Maßnahme zum Wiesenvogelschutz“ vorgeschlagen; außerdem sollte die Quelle in eine neu anzulegende, kleine Sumpffläche nördlich der Straße Ellernholt verlegt werden. Im Talraum auf Wedeler Gebiet bis zum Mühlenteich wird der Ausbau der Naherholungsfunktion „unter Berücksichtigung der Ansprüche als Schutzgebiet von europäischer Bedeutung“ – gemeint ist das Natura-2000-Gebiet – verfolgt, in der Innenstadt sollen „Zugänglichkeit und Erlebbarkeit“ verbessert werden. Im Mündungsbereich schließlich soll gleichfalls die „Entwicklung der landschaftsbezogenen, extensiven Naherholung“ vorangetrieben werden. Die Stadt Wedel hat als erste Maßnahme mit der Lückenschließung des Elbufer-Rad- und -wanderwegs im Bereich des Kraftwerks – also nicht in Bachnähe – begonnen, wofür der Rat bereits Mittel in einer Gesamthöhe von etwa 80.000 € bewilligt hat. 2013 begann eine Untersuchung, inwieweit die seit der Aufforstung vom Wald überwucherten Binnendünen in einem Maße wieder freigelegt werden können, damit sie als „Trittsteine“ für eine großräumliche Trockenbiotopachse dienen und die Lebensbedingungen gebietstypischer Pflanzen und Tiere – beispielsweise Silbergras, Besenheide, Berg-Sandglöckchen, Zauneidechse und Schlingnatter – verbessern helfen können.
Wie das Vorhaben im kommenden Jahrzehnt[veraltet] tatsächlich umgesetzt werden kann, ist teilweise noch fraglich. Zum einen befindet sich ein Großteil der benötigten Flächen in Privatbesitz; zum anderen muss der Widerspruch zwischen beabsichtigter Verbesserung der verkehrlichen Erreichbarkeit bzw. Intensivierung der Naherholungsnutzung und dem Konzept von Erhalt und Ausbau der naturnahen Räume auch nach Auffassung der Gutachter erst noch gelöst werden. Im Frühjahr 2008 sollte das Konzept erstmals öffentlich vorgestellt werden, was aber auch 2010, obwohl so beabsichtigt, noch nicht geschehen ist. Stattdessen wurde im November 2009 – nach rund anderthalbjähriger Satzungsdiskussion in den beteiligten Kommunen und dem Kreis Pinneberg – ein neuer Verein (Regionalpark Wedeler Au e. V.) als Träger des Regionalparks offiziell gegründet.
In den 2010er-Jahren sind zwei Projekte realisiert worden. Zum einen führen mittlerweile mehrere GPS-unterstützte „digitale Informationspfade“ durch den Park. Zum anderen ist auf einer sanierten, ehemaligen Altlastverdachtsfläche auf Wedeler Gebiet eine „Wassererlebniszone“ entstanden. Dort wurden einzelne Zugänge zum Bach geschaffen. Für beide Vorhaben wurden Informationstafeln über die jeweils zu beobachtenden Pflanzen und Tiere errichtet. Zu Jahresbeginn 2020 werden oberhalb des Mühlenteiches zwei Sandfänge geschaffen, um die starke Sedimentation im Teich selbst zu verringern. Zudem wird auch durch den Einbau von Kies und Totholz im Bachbett eine Forderung der EU-Wasserrahmenrichtlinie aus dem Jahr 2000 realisiert.

### Gedruckte Quellen
- Amt für Umweltschutz (Freie und Hansestadt Hamburg): Umsetzung der EG-Wasserrahmenrichtlinie (WRRL). Landesinterner Bericht zum Bearbeitungsgebiet Wedeler Au. Bestandsaufnahme und Erstbewertung. (Stand: 20. September 2004)
- Bezirksamt Altona (Hrsg.): Pflege- und Entwicklungsplan zur Umsetzung der EG-WRRL für die Wedeler Au. Hamburg November 2012 (hamburg.de [PDF; abgerufen am 13. Januar 2025]).
- Bürgerverein Sülldorf-Iserbrook (Hrsg.): Sülldorfer Geschichte und Geschichten. Eigenverlag, Hamburg o. J., 2006
- Josef Nyary: Die Naturwunder der Wedeler Au. Hamburger Abendblatt vom 25. August 2006
- Schaper/Steffen/Runtsch Garten- und Landschaftsarchitekten (im Auftrag des Fachdienstes Stadt- und Landschaftsplanung der Stadt Wedel in Kooperation mit dem Fachamt Stadt- und Landschaftsplanung des Bezirksamts Hamburg-Altona): Regionalpark Wedeler Au / Rissen-Sülldorfer Feldmark. Rahmenkonzept Kurzfassung. (Stand: 16. April 2007; die Langfassung war Ende August 2007 noch nicht fertiggestellt)
- Umweltbehörde (Freie und Hansestadt Hamburg): Umweltatlas Hamburg 1994. (Sonderdruck 1994)